# David di Donatello per la migliore attrice protagonista
De David di Donatello per la migliore attrice protagonista (David van Donatello-prijs voor beste vrouwelijke hoofdrol) is een Italiaanse filmprijs die sinds 1956 jaarlijks wordt uitgereikt door de nationale filmacademie Accademia del Cinema Italiano.

## Winnaars

### Jaren 1956-1959
| Jaar | Actrice           | Film                         |
| ---- | ----------------- | ---------------------------- |
| 1956 | Gina Lollobrigida | La donna più bella del mondo |
| 1957 | niet toegekend    |                              |
| 1958 | Anna Magnani      | Selvaggio è il vento         |
| 1959 | Anna Magnani      | Nella città l'inferno        |

### Jaren 1960-1969
| Jaar | Actrice                      | Film                        |
| ---- | ---------------------------- | --------------------------- |
| 1960 | niet toegekend               |                             |
| 1961 | Sophia Loren                 | La ciociara                 |
| 1962 | niet toegekend               |                             |
| 1963 | Silvana Mangano (ex aequo)   | Il processo di Verona       |
| 1963 | Gina Lollobrigida (ex aequo) | Venere imperiale            |
| 1964 | Sophia Loren                 | Ieri, oggi, domani          |
| 1965 | Sophia Loren                 | Matrimonio all'italiana     |
| 1966 | Giulietta Masina             | Giulietta degli spiriti     |
| 1967 | Silvana Mangano              | Le streghe                  |
| 1968 | Claudia Cardinale            | Il giorno della civetta     |
| 1969 | Monica Vitti (ex aequo)      | La ragazza con la pistola   |
| 1969 | Gina Lollobrigida (ex aequo) | Buonasera, signora Campbell |

### Jaren 1970-1979
| Jaar | Actrice                      | Film                                                             |
| ---- | ---------------------------- | ---------------------------------------------------------------- |
| 1970 | Sophia Loren                 | I girasoli                                                       |
| 1971 | Florinda Bolkan (ex aequo)   | Anonimo veneziano                                                |
| 1971 | Monica Vitti (ex aequo)      | Ninì Tirabusciò, la donna che inventò la mossa                   |
| 1972 | Claudia Cardinale            | Bello, onesto, emigrato Australia sposerebbe compaesana illibata |
| 1973 | Silvana Mangano (ex aequo)   | Lo scopone scientifico                                           |
| 1973 | Florinda Bolkan (ex aequo)   | Cari genitori                                                    |
| 1974 | Monica Vitti (ex aequo)      | Polvere di stelle                                                |
| 1974 | Sophia Loren (ex aequo)      | Il viaggio                                                       |
| 1975 | Mariangela Melato            | La poliziotta                                                    |
| 1976 | Monica Vitti                 | L'anatra all'arancia                                             |
| 1977 | Mariangela Melato            | Caro Michele                                                     |
| 1978 | Sophia Loren (ex aequo)      | Una giornata particolare                                         |
| 1978 | Mariangela Melato (ex aequo) | Il gatto                                                         |
| 1979 | Monica Vitti                 | Amori miei                                                       |

### Jaren 1980-1989
| Jaar | Actrice                      | Film                                             |
| ---- | ---------------------------- | ------------------------------------------------ |
| 1980 | Virna Lisi                   | La cicala                                        |
| 1981 | Valeria D'Obici (ex aequo)   | Passione d'amore                                 |
| 1981 | Mariangela Melato (ex aequo) | Aiutami a sognare                                |
| 1982 | Eleonora Giorgi (actrice)    | Borotalco                                        |
| 1983 | Giuliana De Sio              | Io, Chiara e lo Scuro                            |
| 1984 | Lina Sastri                  | Mi manda Picone                                  |
| 1985 | Lina Sastri                  | Segreti segreti                                  |
| 1986 | Ángela Molina                | Un complicato intrigo di donne, vicoli e delitti |
| 1987 | Liv Ullmann                  | Mosca addio                                      |
| 1988 | Elena Safonova               | Oci ciornie                                      |
| 1989 | Stefania Sandrelli           | Mignon è partita                                 |

### Jaren 1990-1999
| Jaar | Actrice                | Film                   |
| ---- | ---------------------- | ---------------------- |
| 1990 | Elena Sofia Ricci      | Ne parliamo lunedì     |
| 1991 | Margherita Buy         | La stazione            |
| 1992 | Giuliana De Sio        | Cattiva                |
| 1993 | Antonella Ponziani     | Verso sud              |
| 1994 | Asia Argento           | Perdiamoci di vista    |
| 1995 | Anna Bonaiuto          | L'amore molesto        |
| 1996 | Valeria Bruni Tedeschi | La seconda volta       |
| 1997 | Asia Argento           | Compagna di viaggio    |
| 1998 | Valeria Bruni Tedeschi | La parola amore esiste |
| 1999 | Margherita Buy         | Fuori dal mondo        |

### Jaren 2000-2009
| Jaar | Actrice              | Film                   |
| ---- | -------------------- | ---------------------- |
| 2000 | Licia Maglietta      | Pane e tulipani        |
| 2001 | Laura Morante        | La stanza del figlio   |
| 2002 | Marina Confalone     | Incantesimo napoletano |
| 2003 | Giovanna Mezzogiorno | La finestra di fronte  |
| 2004 | Penélope Cruz        | Non ti muovere         |
| 2005 | Barbora Bobulova     | Cuore sacro            |
| 2006 | Valeria Golino       | La guerra di Mario     |
| 2007 | Ksenia Rappoport     | La sconosciuta         |
| 2008 | Margherita Buy       | Giorni e nuvole        |
| 2009 | Alba Rohrwacher      | Il papà di Giovanna    |

### Jaren 2010-2019
| Jaar | Actrice                | Film                     |
| ---- | ---------------------- | ------------------------ |
| 2010 | Micaela Ramazzotti     | La prima cosa bella      |
| 2011 | Paola Cortellesi       | Nessuno mi può giudicare |
| 2012 | Zhao Tao               | Io sono Li               |
| 2013 | Margherita Buy         | Viaggio sola             |
| 2014 | Valeria Bruni Tedeschi | Il capitale umano        |
| 2015 | Margherita Buy         | Mia madre                |
| 2016 | Ilenia Pastorelli      | Lo chiamavano Jeeg Robot |
| 2017 | Valeria Bruni Tedeschi | La pazza gioia           |
| 2018 | Jasmine Trinca         | Fortunata                |
| 2019 | Elena Sofia Ricci      | Loro                     |

### Jaren 2020-2029
| Jaar | Actrice        | Film                 |
| ---- | -------------- | -------------------- |
| 2020 | Jasmine Trinca | La dea fortuna       |
| 2021 | Sophia Loren   | La vita davanti a sé |
| 2022 | Swamy Rotolo   | A Chiara             |
| 2023 | Barbara Ronchi | Settembre            |

## Meervoudige winnaars
| Aantal prijzen | Actrice                | Jaar                               |
| -------------- | ---------------------- | ---------------------------------- |
| 6              | Sophia Loren           | 1961, 1964, 1965, 1970, 1974, 1978 |
| 5              | Margherita Buy         | 1991, 1999, 2008, 2013, 2015       |
| 5              | Monica Vitti           | 1969, 1971, 1974, 1976, 1979       |
| 4              | Mariangela Melato      | 1975, 1977, 1978, 1981             |
| 4              | Valeria Bruni Tedeschi | 1996, 1998, 2014, 2017             |
| 3              | Gina Lollobrigida      | 1956, 1963, 1969                   |
| 3              | Silvana Mangano        | 1963, 1967, 1973                   |
| 2              | Asia Argento           | 1994, 1997                         |
| 2              | Florinda Bolkan        | 1971, 1973                         |
| 2              | Claudia Cardinale      | 1968, 1972                         |
| 2              | Giuliana De Sio        | 1983, 1992                         |
| 2              | Anna Magnani           | 1958, 1959                         |
| 2              | Lina Sastri            | 1984, 1985                         |